# Écran d'accueil
Ne doit pas être confondu avec Page d'accueil ou Gestionnaire de session.
Un écran d'accueil est l'écran principal d'un système d'exploitation mobile, embarqué ou tactile. Les écrans d'accueil ne sont pas identiques, car les utilisateurs réorganisent les icônes comme ils le souhaitent et ils diffèrent souvent d'un système d'exploitation à l'autre. Presque tous les smartphones ont une forme d'écran d'accueil, qui affiche généralement des liens vers des applications, des paramètres et des notifications.

## Fonctions communes
Les écrans d'accueil se composent généralement d'une grille de liens, d'alias ou de raccourcis d'applications qui sont souvent répartis sur plusieurs pages et servent principalement de méthode d'accès aux fonctions du terminal (généralement un smartphone). Les écrans d'accueil ont également tendance à inclure une barre d'application qui stocke et présente des liens favoris d'application, une barre de notification ainsi qu'une  barre de navigation. Ces barres sont généralement accessibles depuis n'importe quelle page de l'écran d'accueil et sont affichées le long des bordures de l'écran,. La plupart des systèmes d'exploitation permettent aux utilisateurs d'ajouter des dossiers à l'écran d'accueil afin d'organiser davantage les liens d'application. La zone de notification peut être un volet dans lequel peut s'afficher les notifications push et d'où l'on peut parfois accéder aux différents paramètres du système,.
En plus des liens d'application, de nombreux écrans d'accueil sont également capables d'afficher des informations ambiantes, telles qu'une mosaïque de tuiles interactives sous Windows Phone ou encore des vignettes interactives sous Android qui affiche des informations en temps réel,. Ces tuiles ou vignettes peuvent être liées aux applications, mais elles diffèrent des liens traditionnels dans la mesure où elles montrent des informations dynamiques  et actuelles au lieu d'une icône statique. Cependant, la pertinence accrue de l'information peut rendre compte de la durée de vie de la batterie, de la bande passante et de la facilité de reconnaissance des icônes statiques d'application.

## Autres écrans d'accueil
Bien que la plupart des écrans d'accueil aient une structure similaire, tous ne sont pas conçus de la même manière. Apple Siri et HP webOS sont deux exemples notables de paradigmes d'écrans d'accueil moins fréquents. Le premier est l'interface utilisateur à langage naturel (en) d'Apple, qui exécute des fonctions similaires aux écrans d'accueil plus traditionnels, comme l'ouverture des applications, l'affichage des données pertinentes et la gestion des paramètres du téléphone. Le deuxième se distingue par l'utilisation d'icônes d'application entièrement dynamiques qui imitent l'état actuel de l'application, similaire à un gestionnaire de tâches sur d'autres systèmes d'exploitation mobiles.
Bien que la plupart des systèmes d'exploitation mobiles incluent un écran d'accueil par défaut, certains périphériques permettent également à l'utilisateur de remplacer l'écran d'accueil natif (en) par une autre application ou un écran d'accueil tiers, ce qui permet d'ajouter des paradigmes d'écran d'accueil différents

## Histoire

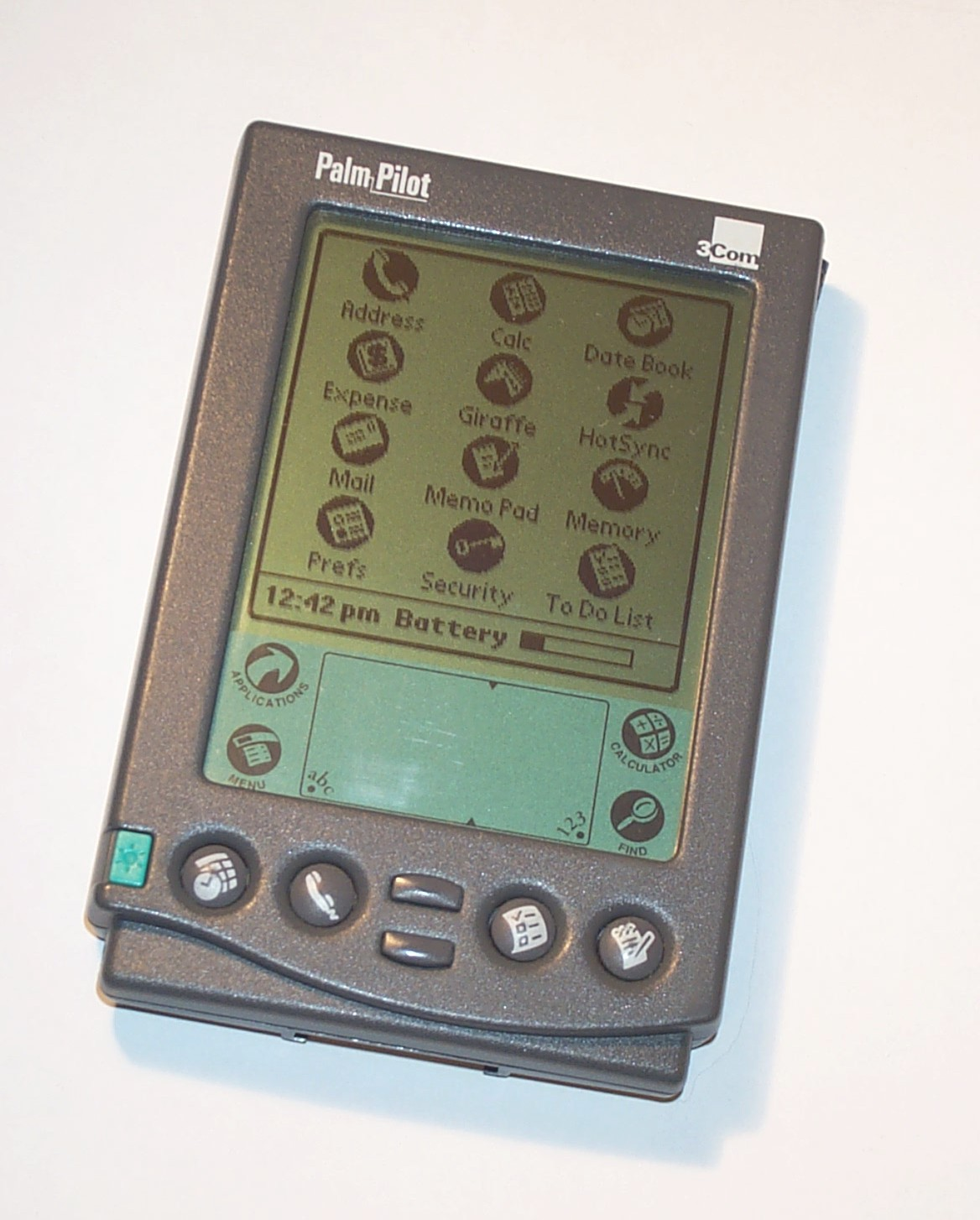
L'écran d'accueil sur un PalmPilot Professional.

L'un des premiers exemples d'écran d'accueil peut être trouvé sur le PalmPilot (en) qui a débuté en 1997. Les premiers écrans d'accueil étaient souvent moins personnalisables que les nouveaux terminaux actuels courants. Par exemple, les premières versions d'iOS n'ont pas permis aux utilisateurs de réorganiser les applications sur l'écran d'accueil ou de modifier l'image d'arrière-plan.
Étant donné que les écrans d'accueil servent souvent de méthode principale pour interagir avec les systèmes d'exploitation mobiles, ils ont tendance à changer lentement, essentiellement à travers les mises à jour du système d'exploitation.